# San Luis Fútbol Club (Argentina)
San Luis Fútbol Club, también conocido como San Luis FC, es un club de fútbol femenino argentino fundado en el año 2022 en la Provincia de San Luis. Su equipo de fútbol femenino inició sus actividades en 2022 y actualmente compite en la Primera División Femenina de Argentina. Si bien no posee estadio propio, disputa sus partidos de local en el Estadio Provincial Juan Gilberto Funes, localizado en la ciudad de La Punta, San Luis, Argentina.
Mantiene el récord de ser el equipo con el invicto de partidos más largo del fútbol argentino, con 50 encuentros sin conocer la derrota. Perdió por primera vez en su historia el 6 de agosto de 2023 ante Sarmiento por la Primera División B, club que cortó su marca tras un 2 a 1 en Junín.

## Historia

### Inicios
Desde 2020 en la Confederación Argentina de Deportes se trató la posibilidad de un equipo de fútbol femenino de la provincia, ya desde 2018 se llevaba a cabo un plan de desarrollo de fútbol femenino en el que participó una Selección de San Luis. y en 2022  el club fue fundado oficialmente por iniciativa del gobierno de San Luis. Es el primer equipo sanluiseño de fútbol femenino en competir oficialmente en una categoría AFA. En abril de 2022 se presentó al equipo y cuerpo técnico en el Centro de Desarrollo Deportivo "Ave Fénix".

#### Debut y ascenso a Segunda División
Su temporada debut fue en la Primera C 2022 en la Zona A, su primer partido fue ante Berazategui, culminando con goleada 6-1 a su favor en calidad de local. Mariana Alarcón fue la autora del primer gol oficial en la historia del club.
Consiguieron el ascenso a la segunda categoría de Argentina el 3 de diciembre de 2022, luego del triunfo ante Nueva Chicago. Y el 10 de diciembre las puntanas lograron consagrarse campeonas de forma invicta al vencer a Talleres (su escolta). Florencia Cordero fue la goleadora del equipo con 22 tantos.

### Ascenso a Primera División
El debut oficial en la segunda división tiene su comienzo el domingo 19 de marzo de 2023 ante Argentino de Quilmes donde San Luis F.C consigue la primera victoria de la categoría tras ganar 1-4 con tantos de Florencia Cordero, Yanet Leyes, Amira Camargo y Melina Salinas. El ascenso a primera división fue conquistado el domingo 5 de noviembre luego de la victoria 1-0 ante Sarmiento con gol de Nikol Laurnaga.

### Intervención y desafiliación
El 13 de diciembre de 2023, el Gobierno de Claudio Poggi (Juntos por el Cambio) que días antes asumió el poder después de 40 años de peronismo, denunció penalmente a la secretaria de Deportes de San Luis, Cintia Ramírez, quien a su vez presidía el club, por un subsidio para la compra de un colectivo que el exgobernador había obsequiado como premio al plantel por el ascenso a la máxima categoría. A raíz de esto, el gobierno provincial liderado por Claudio Poggi realizó una intervención de tres meses de duración en el club en el inicio de investigaciones y se denunció penalmente a Ramírez por "malversación de fondos públicos", a pesar de que el colectivo fue comprado y que Ramírez no participó de la gestión de dicho subsidio. Esta intervención fue en contra del reglamento y del Estatuto de la AFA, que por medio del Consejo Federal le solicitó a la Liga Sanluiseña la desafiliación del club mientras estuviera intervenido.
En consecuencía de esta situación, el equipo no pudo disputar la Copa Federal, donde debía enfrentar a Boca Juniors el 31 de enero de 2024.

### Comité Normalizador
El 7 de febrero de 2024, el Gobierno de San Luis decidió levantar la intervención ejercida en el club tras llegar a un acuerdo con la AFA y el Consejo Federal y, Agustín Alessio, que ocupaba el cargo de VICEPRESIDENTE junto a Ramírez, quedó designado ante el CFFA como normalizador durante 180 días hábiles.   El día 9, el Consejo Federal envió un comunicado a la Liga Sanluiseña sobre el levantamiento de la sanción hacia la Liga y sobre el Comité Normalizador que formará el Consejo para que se encargue de la dirigencia del club hasta las eventuales elecciones del mismo.

## Indumentaria

### Uniformes
Titular
| 2022 | 2023 |

Alternativo(s)
| 2022 | 2023 | 2023 |

## Trayectoria
|  | Para más detalles, consultar Trayectoria del San Luis Fútbol Club |

### Participación en campeonatos nacionales
Cronograma
Las competencias AFA oficiales comenzaron a disputarse desde 1991 (Primera A) 2016 (Primera B) y 2019 (Primera C), San Luis hizo su primera aparición en 2022.

## Jugadoras

### Plantel
Actualizado a marzo de 2023
- A diferencia de la Primera División A, en la Primera División B no hay dorsales fijos.

### Mercado de pases
| Mercado de pases 2022-23                        | Mercado de pases 2022-23                        | Mercado de pases 2022-23                        | Mercado de pases 2022-23                        | Mercado de pases 2022-23                                                 | Mercado de pases 2022-23                                                 | Mercado de pases 2022-23                                                 | Mercado de pases 2022-23                                                 |
| Altas                                           | Altas                                           | Altas                                           | Altas                                           | Bajas                                                                    | Bajas                                                                    | Bajas                                                                    | Bajas                                                                    |
| Nac.                                            | Pos.                                            | Jugadora                                        | Origen                                          | Nac.                                                                     | Pos.                                                                     | Jugadora                                                                 | Destino                                                                  |
| ----------------------------------------------- | ----------------------------------------------- | ----------------------------------------------- | ----------------------------------------------- | ------------------------------------------------------------------------ | ------------------------------------------------------------------------ | ------------------------------------------------------------------------ | ------------------------------------------------------------------------ |
| Bandera de México                               |                                                 | Mariana Zarraga                                 | Mazatlán                                        | Bandera de Argentina                                                     |                                                                          | Luli Cabrera                                                             | Estudiantes de Buenos Aires                                              |
| Bandera de Argentina                            |                                                 | Gabriela Silva                                  | SAT                                             | Bandera de Argentina                                                     |                                                                          | Antonella Flores                                                         | Agente libre                                                             |
| Bandera de Argentina                            |                                                 | Jesica Arce                                     | Defensa y Justicia                              | Bandera de Argentina                                                     |                                                                          | Raquel Polich                                                            | Boca Juniors                                                             |
| Bandera de Argentina                            |                                                 | Magdalena Jofre                                 | Futsal                                          | Bandera de Argentina                                                     |                                                                          | Nico Álvarez                                                             | Vélez Sarsfield                                                          |
| Bandera de Argentina                            |                                                 | Maite Perazzo                                   | Villa San Carlos                                |                                                                          |                                                                          |                                                                          |                                                                          |
| Bandera de Argentina                            |                                                 | Cecilia Morales                                 | Godoy Cruz                                      |                                                                          |                                                                          |                                                                          |                                                                          |
| Bandera de Argentina                            |                                                 | Yamila Crespin                                  | Ferro                                           |                                                                          |                                                                          |                                                                          |                                                                          |
| Bandera de Uruguay                              |                                                 | Nikol Laurnaga                                  | Nacional                                        |                                                                          |                                                                          |                                                                          |                                                                          |
| Bandera de Argentina                            |                                                 | Laura Romero                                    | Gimnasia La Plata                               |                                                                          |                                                                          |                                                                          |                                                                          |
| Bandera de Argentina                            |                                                 | Daiana Alaniz                                   | UAI Urquiza                                     |                                                                          |                                                                          |                                                                          |                                                                          |
| Bandera de Argentina                            |                                                 | Andrea Salgado                                  | SAT                                             |                                                                          |                                                                          |                                                                          |                                                                          |
| Bandera de Argentina                            |                                                 | Tiziana Ortiz                                   | Club Atlético Colegiales                        |                                                                          |                                                                          |                                                                          |                                                                          |
| Leyenda - Nac. : Nacionalidad - Pos. : Posición | Leyenda - Nac. : Nacionalidad - Pos. : Posición | Leyenda - Nac. : Nacionalidad - Pos. : Posición | Leyenda - Nac. : Nacionalidad - Pos. : Posición | - Arquera/Portera - Defensora - Mediocampista/Centrocampista - Delantera | - Arquera/Portera - Defensora - Mediocampista/Centrocampista - Delantera | - Arquera/Portera - Defensora - Mediocampista/Centrocampista - Delantera | - Arquera/Portera - Defensora - Mediocampista/Centrocampista - Delantera |

## Palmarés
| Competición        | Campeón | Subcampeón | 3.er Puesto |
| ------------------ | ------- | ---------- | ----------- |
| Primera División A |         |            |             |
| Primera División B | 2023    |            |             |
| Primera División C | 2022    |            |             |